# Ingvard Nørregaard
Ingvard Peder Alfred Nørregaard (Svendborg, 13 de mayo de 1914-Copenhague, 11 de octubre de 1965) fue un deportista danés que compitió en piragüismo en la modalidad de aguas tranquilas. Ganó una medalla de plata en el Campeonato Mundial de Piragüismo de 1950 en la prueba de K2 10 000 m.
Participó en los Juegos Olímpicos de Helsinki 1952, donde finalizó octavo en la prueba K2 10 000 m.

## Palmarés internacional
| Campeonato Mundial | Campeonato Mundial     | Campeonato Mundial | Campeonato Mundial |
| Año                | Lugar                  | Medalla            | Evento             |
| ------------------ | ---------------------- | ------------------ | ------------------ |
| 1950               | Copenhague (Dinamarca) | Medalla de plata   | K2 10 000 m        |